# Kỳ Giang, Trùng Khánh
Kỳ Giang (chữ Hán giản thể:綦江区, Hán Việt: Kỳ Giang khu) là một khu thuộc thành phố trực thuộc trung ương Trùng Khánh, Cộng hòa Nhân dân Trung Hoa. Tháng 10 năm 2011, Vạn Thịnh sáp nhập với huyện Kỳ Giang để tạo thành quận Kỳ Giang mới. Huyện Kỳ Giang trước kia có diện tích 2182 km2, dân số 950.000 người. Kỳ Giang nằm ở phía nam của Trùng Khánh, nam giáp Đồng Tử và Tập Thủy của Quý Châu, tây giáp Giang Tân, bắc giáp Ba Nam. Huyện này được chia ra làm 19 trấn (Đinh Sơn, Tân Thịnh, Trung Phong, Thạch Hào, Cổ Nam, Đông Khê, Vĩnh Tân, Đả Thông, Thạch Giác, Tam Giang, Tam Giác, Quách Phù, Long Thạnh, Phù Quan, Triện Đường, Thủy Thành, Yên Ổn, Hoành Sơn). Mã bưu chính là 401420. Huyện này có các địa điểm tham quan: Cổ Kiếm Sơn, hồ Đinh Sơn, Bạch Vân Quan.